# 弗罗泰莱沃苏勒
弗罗泰莱沃苏勒（法語：Frotey-lès-Vesoul，法語發音：[fʁɔtɛ lɛ vəzul]，意为“沃苏勒附近的弗罗泰”）是法国上索恩省的一个市镇，属于沃苏勒区。

## 地理
弗罗泰莱沃苏勒（47°37'19"N, 6°11'7"E）面积7.63 平方千米，位于法国勃艮第-弗朗什-孔泰大區上索恩省，该省份为法国东部内陆省份，北起顺时针与孚日省、贝尔福地区省、杜省、汝拉省、科多尔省和上马恩省接壤。
与弗罗泰莱沃苏勒接壤的市镇（或旧市镇、城区）包括：孔贝尔容、科隆布莱沃苏勒、库勒翁、当瓦莱莱科隆布、蒙塞、坎塞、沃苏勒。

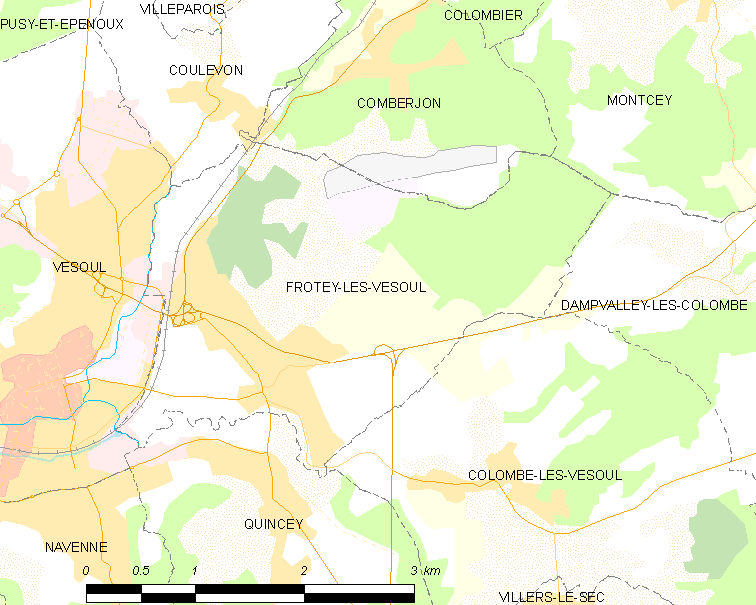
弗罗泰莱沃苏勒的OSM定位图

弗罗泰莱沃苏勒的时区为UTC+01:00、UTC+02:00（夏令时）。

## 行政
弗罗泰莱沃苏勒的邮政编码为70000，INSEE市镇编码为70261。

## 政治
弗罗泰莱沃苏勒所属的省级选区为沃苏勒第二县。

## 人口

1962-2008年间弗罗泰莱沃苏勒人口变化图示

弗罗泰莱沃苏勒于2022年1月1日时的人口数量为1367人。